# Blankensee (Poméranie-Occidentale)
Blankensee est une commune de l'arrondissement de Poméranie-Occidentale-Greifswald, Land de Mecklembourg-Poméranie-Occidentale.

## Géographie
La commune se situe au sud de la lande (de) d'Ueckermünde, le long de la frontière avec la Pologne. L'Obersee (de) à l'est du territoire accueille un lieu de baignade. Le Schlosssee (de) est traversé par la frontière.
La commune regroupe les quartiers de Blankensee, Freienstein et Pampow.

## Histoire
En 1720, le territoire est racheté par Otto Gustav von Lepel. Lorsque son dernier héritier meurt en 1826, il revient à sa veuve qui se remarie avec le comte von Henckel-Donnersmark.
L'église de Blankensee est construite il y a cinq cents ans. Jusqu'en 1945, elle appartient à la paroisse de Stolec. En 1732, Jürgen Bernd von Ramin construit le presbytère sur ses propres deniers qui devient un temps le siège de la paroisse. Les noms des communes se sont ensuite confondus pour le nom de la paroisse. Elle appartient ensuite à l'Église de l'union prussienne (de). Aujourd'hui, l'église est rattachée à la paroisse évangélique de Boock.
Jusqu'à la fin de la Seconde Guerre mondiale, à un kilomètre à l'est de Blankensee, se trouvait la gare de Nassenheide/Ziegelei sur la ligne entre Stobno et Nowe Warpno. La frontière passant entre ces communes, l'Allemagne est dispensée des réparations qui reviennent à l'Union soviétique.
En 2004, Pampow est rattaché à Blankensee.

## Infrastructure
Blankensee se situe au sud du Bundesstraße 104 entre Pasewalk et Szczecin et de la ligne Bützow - Szczecin (de). Depuis 1996, il existe un poste frontalier pour les piétons et les cyclistes à Dobra.